# Steamboat Springs
Pour les articles homonymes, voir Steamboat et Springs.
La ville de Steamboat Springs est le siège du comté de Routt, situé dans le Colorado, aux États-Unis. Selon le recensement de 2010, Steamboat Springs compte 12 088 habitants.

## Géographie
Steamboat Springs est arrosée par la Yampa.
Selon le Bureau du recensement des États-Unis, la municipalité s'étend sur 10,15 milles carrés (26,29 km2).

## Histoire
Avant l'arrivée des européens, les Utes et les Arapahos traversent souvent la région, notamment pour chasser l'été.
James Crawford s'implante à l'emplacement actuel de Steamboat Springs en 1875, faisant de lui le premier habitant européen du lieu. La ville est construite dans les années 1880 et devient une municipalité en 1900, élisant Crawford maire.
Steamboat Springs doit son nom au bruit émis par l'une de ses sources (springs en anglais), ressemblant à celui d'un bateau à vapeur (steamboat). Cette source ne fait plus ce bruit depuis le début du XXe siècle, lors de l'utilisation d'explosifs pour la construction du chemin de fer, qui atteint la ville en 1909.
La première station de ski de la ville, Howelsen Hill, est ouverte en 1915. Une deuxième station ouvre dans les années 1960 : Steamboat Mountain Resort.

## Démographie
La population de Steamboat Springs est estimée à 12 690 habitants au 1er juillet 2016.
| Groupe                           | Steamboat Springs | Colorado | États-Unis |
| -------------------------------- | ----------------- | -------- | ---------- |
| Blancs                           | 93,1              | 87,5     | 76,9       |
| Asiatiques                       | 1,3               | 3,3      | 5,7        |
| Afro-Américains                  | 1,2               | 4,5      | 13,3       |
| Métis                            | 0,9               | 3,0      | 2,6        |
| Amérindiens                      | 0,5               | 1,6      | 1,3        |
|                                  |                   |          |            |
| Hispaniques et Latino-Américains | 8,5               | 21,3     | 17,8       |

Le revenu par habitant était en moyenne de 37 012 dollars par an entre 2012 et 2016, supérieur à la moyenne du Colorado (33 230 dollars) et à la moyenne nationale (29 829 dollars). Sur cette même période, 10,2 % des habitants de Steamboat Springs vivaient sous le seuil de pauvreté (contre 11,0 % dans l'État et 12,7 % à l'échelle des États-Unis).
| 1910  | 1920  | 1930  | 1940  | 1950  | 1960  |
| ----- | ----- | ----- | ----- | ----- | ----- |
| 1 227 | 1 249 | 1 198 | 1 613 | 1 913 | 1 843 |

| 1970  | 1980  | 1990  | 2000  | 2010   | - |
| ----- | ----- | ----- | ----- | ------ | - |
| 2 340 | 5 098 | 6 695 | 9 815 | 12 088 | - |